# Stephen Brown
Stephen Lawrence Brown jr. (Fairfax, 27 marzo 1996) è un cestista statunitense.